# Al margen de la ley (película de 1936)
Al margen de la ley es una película española de 1936 dirigida por Ignacio F. Iquino en su debut como director. Narra el famoso crimen del Expreso de Andalucía, perpetrado durante la Dictadura de Primo de Rivera.